# Бо Макејлеб
Лестер „Бо“ Макејлеб (енгл. Lester "Bo" McCalebb; Њу Орлеанс, 4. мај 1985) је бивши амерички кошаркаш. Играо је на позицији плејмејкера. Као натурализовани кошаркаш је наступао за репрезентацију Македоније.

## Клупска каријера
Био је члан колеџ екипе Њу Орлеанс прајватерс, а од 2008. је заиграо у Европи. Након сезоне 2008/09. у Мерсину, где је био десети стрелац и осми асистент лиге, потписао је једногодишњи уговор са Партизаном. Са црно-белима је освојио Куп Радивоја Кораћа, НЛБ лигу, Првенство Србије и пласирао се на фајнал фор Евролиге. У Евролиги је бележио просечно 13,4 поена по мечу што му је донело пласман у другу најбољу петорку такмичења.
После завршене сезоне у Партизану, потписао је трогодишњи уговор са Монтепаски Сијеном из Италије. Са Сијеном је провео наредне две сезоне и по два пута освојио Првенство, Куп и Суперкуп Италије. Такође је био најбољи стрелац Евролиге у сезони 2011/12, а у истој сезони је био и најкориснији играч Првенства Италије.
У августу 2012. је потписао трогодишњи уговор са екипом Фенербахче Улкера. Након две сезоне у којима је освојио по једно Првенство, Куп и Суперкуп Турске, Макејлеб је у јуну 2014. напустио Фенербахче.
У новембру 2014. је потписао једномесечни уговор са Бајерном из Минхена, а наредног месеца је продужио уговор са Бајерном за још пет недеља. Повредио се у јануару 2015, и није више наступао за Бајерн до краја сезоне. Током октобра 2015. потписао је уговор са Њу Орлеанс пеликансима, али није успео да уђе у коначан састав и отпуштен је након неколико предсезонских мечева. У јануару 2016. потписао је за Лимож до краја сезоне.
У сезони 2016/17. био је играч Гран Канарије.
У децембру 2017. потписао је за Сарагосу 2002, али се тамо задржао тек нешто више од два и по месеца. Ипак, у августу 2018. исти клуб га је поново ангажовао.

## Репрезентација
Макејлеб је у лето 2010. добио држављанство Републике Македоније и тако стекао право да игра за репрезентацију Македоније. Предводио је Македонију до полуфинала Европског првенства 2011. у Литванији. Сјајним партијима заслужио је место у најбољој петорци првенства. Са Македонијом је наступао и на Европском првенству 2013. у Словенији где је заузето 21. место.

## Успеси

### Клупски
- Партизан:
  - Првенство Србије (1): 2009/10.
  - Јадранска лига (1): 2009/10.
  - Куп Радивоја Кораћа (1): 2010.
- Монтепаски Сијена:
  - Првенство Италије (2): 2010/11, 2011/12.
  - Куп Италије (2): 2011, 2012.
  - Суперкуп Италије (2): 2010, 2011.
- Фенербахче Улкер:
  - Првенство Турске (1): 2013/14.
  - Куп Турске (1): 2013.
  - Суперкуп Турске (1): 2013.
- Гран Канарија:
  - Суперкуп Шпаније (1): 2016.

### Појединачни
- Најбољи стрелац Евролиге (1): 2011/12.
- Идеални тим Евролиге - друга постава (2): 2009/10, 2011/12.
- Најкориснији играч Првенства Италије (1): 2011/12.
- Најкориснији играч финала плеј-офа Првенства Италије (2): 2010/11, 2011/12.
- Најкориснији играч Суперкупа Италије (1): 2010.